# 小出大介
小出 大介（こいで だいすけ）は、日本の研究者。東京大学大学院医学系研究科特任教授。博士（保健学）。

## 主な略歴
- 1991年 東京理科大学薬学部薬学科卒業
- 1996年 東京大学大学院医学系研究科博士課程修了
- 1996年 東京大学医学部薬剤疫学講座助手
- 1997年 ハーバード大学医学大学院フェロー
- 1999年 東京大学医学部附属病院中央医療情報部文部教官助手
- 2001年 国際医療福祉大学助教授
- 2003年 東京大学大学院医学系研究科クリニカルバイオインフォマティクス研究ユニット特任助教授
- 2007年 東京大学大学院医学系研究科臨床疫学研究システム学講座客員准教授
- 2008年 東京大学大学院医学系研究科臨床疫学研究システム学講座特任准教授
- 2017年 東京大学大学院医学系研究科 生物統計情報学講座特任教授[2]

## 研究分野
- 情報学 /生体生命情報学
- 社会・安全システム科学 / 社会システム工学・安全システム
- 境界医学 / 医療社会学
- 境界医学 / 応用薬理学
- 社会医学/公衆衛生学・健康科学

## 著書
- 『全体像がひと晩でわかる! 臨床研究いろはにほ』(共著)ライフサイエンス出版、2015年
- 『医療の質の評価 [東京大学公開講座DVDシリーズ1・臨床医学トピックス12] 』SCICUS、2007年
- 『世界一わかりやすい。医学統計シンプルスタイル』(アドバイザー)SCICUS、2007年
- 『看護と情報科学』(編集)杏林図書、2006年